# Radio Rumania Internacional

Logotipo

Radio Rumania Internacional (RRI, "Radio România Internaţional") es la emisora internacional de Rumania. Pertenece a la radiodifusora pública rumana Societatea Română de Radiodifuziune ("SRR"). RRI emite en español, rumano, arumano, inglés, francés, italiano, ruso, chino, alemán, árabe, serbio y ucraniano. 

## Historia
Los programas en español se iniciaron el 15 de marzo de 1955. y la sección española de Radio Rumanía Internacional ha celebrado su 65° aniversario en 2020.
Lo ha hecho fiel al compromiso de trasladar la actualidad rumana a los oyentes hispano hablantes, compartiendo el día a día, la historia, la cultura, los desafíos, el deporte, el turismo, las costumbres a todos aquellos interesados en conocer un poco más de Rumania.

## Programas
- Boletín de noticias: todos los días, seguido por dos notas de actualidad. También se difunde un programa musical diario. A continuación tenemos programas especiales.
- Rincón Diexista: es un programa semanal que produce Victoria Sepciu, donde se hace un habitual repaso de las cartas recibidas de los oyentes y noticias sobre la escucha de emisoras de onda corta. Se emite los domingos, con repetición los martes, por la onda corta, satélite y Internet.

## Vías de transmisión
RRI sigue utilizando las ondas cortas analógica y digital Digital Radio Mondiale.
A partir del 30 de marzo de 2025 y hasta el 25 de octubre de 2025, las emisiones en español, por onda corta, de Radio Rumanía Internacional se pueden sintonizar de este modo:
A las 19.00 horas, UTC, por 13.860 kilohercios, en España;
A las 21.00 horas, UTC, por 15.170 DRM en Argentina y Brasil;
A las 23.00 horas, UTC, por 15.170 kilohercios, en Sudamérica, y por 11.730 kilohercios, en Centroamérica;
A las 02.00 horas de la madrugada, UTC, por 15.130 kilohercios, en Sudamérica, y por 11.820 kilohercios, en Centroamérica;
RRI difunde a través del satélite Eutelsat 16A en 11512 MHz, polarización vertical, acimut 16 grados este, velocidad de señal: 29,950 MSym/s, Estándar: DVB-S2, Modulación: 8PSK, Audio PID 510. El satélite transmite las señales no encriptadas de los canales de RRI para Europa.
En Internet, pueden escuchar los programas en formato mp3, en la página web RRI live!

## Fuente
1. ↑  Historia del servicio español de RRI.
2. ↑  65 años de emisiones en español
3. ↑  «Nuevas frecuencias de Radio Rumanía Internacional». rri.ro. Consultado el 6 de abril de 2025.
4. ↑  Escuchar vía satélite